# Acme (Alberta)
Acme ist eine Ortschaft in der kanadischen Provinz Alberta im Kneehill County, etwa 80 km nordöstlich von Calgary und hat den Status eines Dorfes (englisch Village). Acme wurde am 7. Juli 1910 als Ort anerkannt.
Die Geschichte Acmes ist stark mit der Canadian Pacific Railway verbunden. Als die Siedlung ihren Namen erhielt, war diese der nordwestlichste Punkt der Gesellschaft. Der Name geht dabei auf das Griechische zurück und kann Sinngemäß mit „Höhepunkt“ oder „Gipfel“ übersetzt werden.
Wirtschaftlich ist die Ortschaft sehr stark auf die Landwirtschaft fokussiert, in welcher auch die meisten Arbeitsplätze in der Region vorhanden sind.

## Demographie
Der Zensus im Jahr 2021 ergab für die Gemeinde eine Bevölkerungszahl von 606 Einwohnern, nachdem der Zensus in den Jahren 2011 und 2016 für die Gemeinde jeweils eine Bevölkerungszahl von 653 Einwohnern ergab. Die Bevölkerung hat sich dabei im Vergleich zum letzten Zensus im Jahr 2011 nicht verändert, während der Provinzdurchschnitt bei einer Bevölkerungszunahme von 11,6 % lag. Im Zensuszeitraum 2006 bis 2011 hatte die Einwohnerzahl in der Gemeinde um 0,5 % abgenommen, während sie im Provinzdurchschnitt um 10,8 % zunahm.
Für den Zensus 2016 wurde für die Gemeinde ein Medianalter von 45,6 Jahren ermittelt. Das Medianalter der Provinz lag 2016 bei nur 36,7 Jahren. Das Durchschnittsalter lag bei 41,3 Jahren, bzw. bei 37,8 Jahren in der Provinz.
Zum Zensus 2011 wurde für die Gemeinde noch ein Medianalter von 42,4 Jahren ermittelt. Das Medianalter der Provinz lag 2011 bei nur 36,5 Jahren.

## Söhne und Töchter der Stadt
- Helen Hunley (1920–2010), kanadische Politikerin